# Derā Nānak
Derā Nānak är en ort i Indien.   Den ligger i distriktet Gurdaspur och delstaten Punjab, i den norra delen av landet, 400 km nordväst om huvudstaden New Delhi. Derā Nānak ligger 240 meter över havet och antalet invånare är 7 491.